# Wartstein (Ramsau)
Der Wartstein ist ein Berg mit Aussichtspunkt in der Ramsau in den Berchtesgadener Alpen. Mit einer Höhe von 893 m ü. NHN stellt er darin eine nur wenig bedeutsame Erhebung in Tallage dar. Sein Gipfel befindet sich lediglich 104 m über dem Niveau des südwestlich benachbarten Hintersees. Angrenzende Bergstöcke wie der Hochkalter im Süden und die Reiter Alm im Westen sind wesentlich höher. Die höchste Stelle ist bewaldet und touristisch nicht erschlossen. Der durch Wanderwege erschlossene Aussichtspunkt liegt südwestlich des Hauptgipfels auf einem Nebengipfel. Hier befinden sich auch ein Kriegerdenkmal sowie etwas unterhalb eine Felsgrotte (Magdalenengrotte).

## Panorama und Sehenswürdigkeiten
Der Wartstein ist bewaldet und bricht nur nach Südosten mit einer kahlen, steilen Felswand zur Ramsauer Ache ab. Der Aussichtspunkt auf dem Nebengipfel ist touristisch mit einem Wanderweg und einigen Bänken erschlossen. Zwischen Bäumen ergeben sich von hier Ausblicke zum Hochkaltermassiv mit dem Blaueisgletscher im Süden sowie im Westen zum Hintersee und zur Reiter Alm. Im Osten sieht man im Hintergrund den Göllstock, im Vordergrund das Ramsauer Tal, südöstlich folgt der Watzmann. 

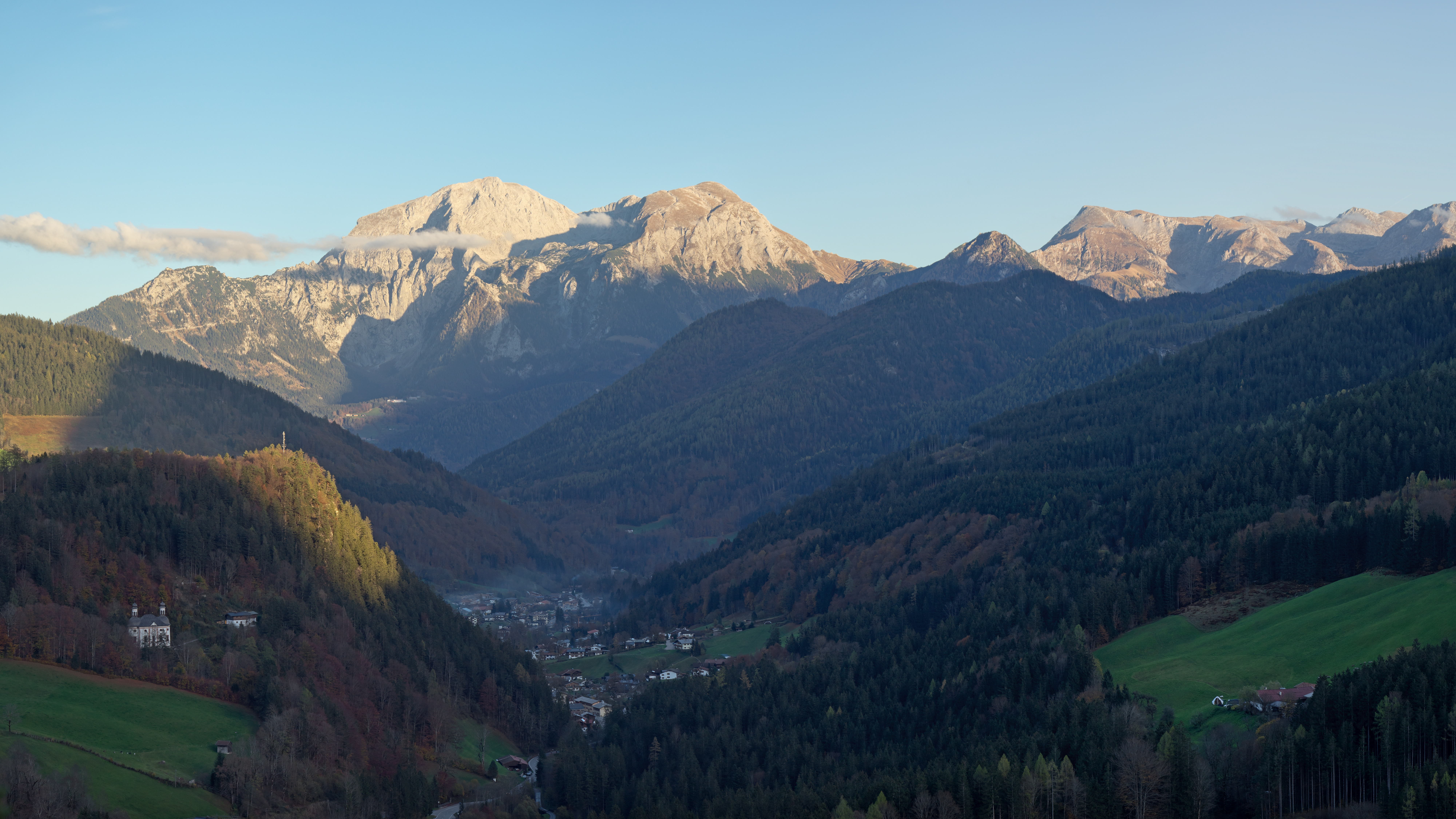
Blick vom Wartstein über die Ramsau zum Hohen Göll

### Kriegerdenkmal
Auf dem Nebengipfel befindet sich auch das Kriegerdenkmal. Es erinnert an die gefallenen und vermissten Ramsauer Bürger des Ersten Weltkriegs. Es wurde von den heimgekehrten Kriegsteilnehmern der Gemeinde errichtet. Das Denkmal hat die Form einer Pyramide und besteht aus in Art eines Trockenmauerwerks aufgeschlichteten Findlingsteinen. Alljährlich findet an diesem Denkmal am 1. Novembersonntag ein Rosenkranz im Gedenken an die Kriegsopfer statt. 

### Magdalenengrotte
Die Magdalenengrotte befindet sich in einer Felsgrotte unterhalb des Nebengipfels.

## Zugang
Der Wartstein lässt sich über Fußwege aus Richtung Hintersee und Bindenhäusl besteigen. Der Fußweg aus Richtung Hintersee zweigt kurz nach der Abzweigung der Alten Hinterseer Straße von der Kreisstraße 14 (Triebenbachstraße) rechts ab und führt mäßig ansteigend zum Nebengipfel. Der Weg aus Richtung Bindenhäusl zweigt kurz nach dem Bindenkreuz von der Triebenbachstraße links ab und weist ebenfalls eine mittlere Steigung auf. Beide Wege vereinen sich kurz vor Erreichen des Nebengipfels, wo ein kurzer, ausgeschilderter Abstecher nach links auch zur Mariengrotte führt. Die Gehzeit von den Ausgangspunkten zum Nebengipfel beträgt jeweils ca. 30 Minuten.